# Danilo Ilić
Danilo Ilić (in serbo Данило Илић?; Sarajevo, 27 luglio 1890 – Sarajevo, 3 febbraio 1915) è stato un rivoluzionario serbo, noto per essere stato uno dei principali cospiratori e organizzatore dell'assassinio del principe Francesco Ferdinando d'Asburgo-Este il 28 giugno 1914, dando origine alla cosiddetta crisi di luglio e poi alla prima guerra mondiale.

## Biografia

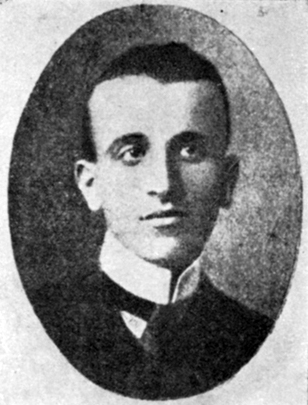
Ilić all'età di 19 anni.

### I primi anni
Ilić nacque a Sarajevo nel 1890, all'epoca parte dell'impero austro-ungarico; suo padre Ilija era calzolaio, mentre la madre Stoj era lavandaia. Rimase orfano di padre all'età di cinque anni e per mantenere la famiglia cominciò a lavorare come calzolaio e affittando alcune stanze della loro casa. Lavorò poi in un teatro, quindi come trasportatore e come tagliapietre; quest'ultima probabilmente la causa di un'ulcera allo stomaco.
Tornato poi a Sarajevo, ottenne una borsa di studio statale per studiare alla scuola statale per insegnanti, grazie alla quale ottenne nell'autunno del 1912 dei lavori in alcune scuole bosniache di Avtovac e Foča. In questo periodo si dedicò anche alla traduzione di scrittori stranieri come Oscar Wilde e Maxim Gorkij. Tornò quasi subito a Sarajevo per motivi di salute e nel giugno 1913 trovò lavoro come funzionario presso la Banca nazionale di Serbia.
Nello stesso anno si trasferì a Belgrado, dove si arruolò volontario nell'esercito serbo con mansioni di infermiere presso un ospedale nella città di Veles dove venivano curati i feriti della seconda guerra balcanica. In quel periodo lavorò come giornalista e ebbe il suo primo contatto con la società segreta Crna ruka ("Mano nera").
Nel 1914 Ilić tornò a Sarajevo e trovò impiego come redattore di un giornale serbo locale chiamato Српска ријеч ("Parola serba"). In questa occasione si affiliò all'organizzazione nazionalista serba Mlada Bosna ("Giovane Bosnia"), con cui progettò l'attentato di Sarajevo all'arciduca Francesco Ferdinando, erede al trono imperiale austro-ungarico, considerato il casus belli dello scoppio della prima guerra mondiale. L'obiettivo dell'attentato era quello di protestare contro l'oppressione a cui il popolo bosniaco era soggetto sotto il dominio dell'Austria-Ungheria e, a più ampio scopo, di rivendicare l'unità sotto lo stesso Stato di tutti i territori con popolazioni serbe.
In particolare Ilić si occupò di consegnare le armi e i materiali esplosivi e di reclutare i partecipanti all'attacco: Nedeljko Čabrinović, Vaso Čubrilović, Trifko Grabež, Muhamed Mehmedbašić, Cvjetko Popović e Gavrilo Princip, quest'ultimo già suo intimo amico. Ilić, che aveva contatti con membri di alto rango della società segreta Crna ruka, inizialmente avrebbe dovuto prendere parte all'attacco, ma poi decise di limitarsi alla sola preparazione dell'attentato.

### L'attentato di Sarajevo

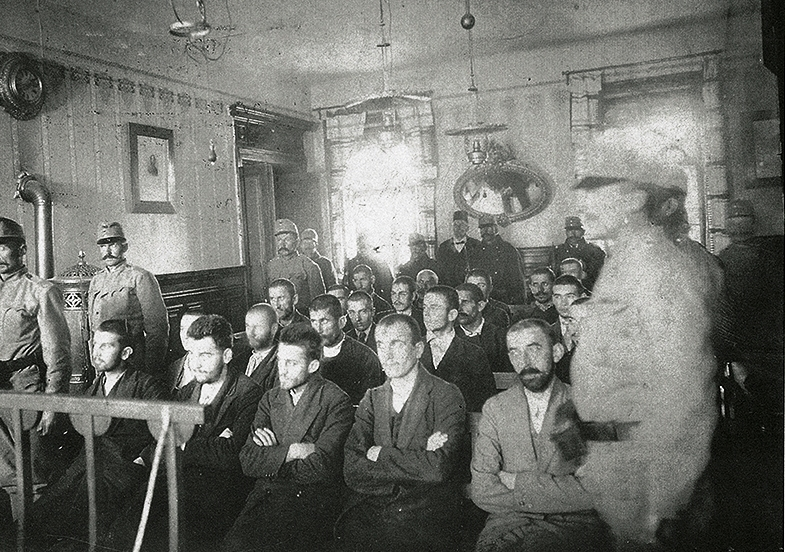
Una foto del processo agli attentatori dell'arciduca: seduti nella fila di fronte si riconoscono da sinistra Trifko Grabež, Nedeljko Čabrinović, Gavrilo Princip, Danilo Ilić e Miško Jovanović.

Il 28 giugno 1914, verso le 8:00 del mattino, il diciannovenne Gavrilo Princip lasciò la casa di Ilić, dove alloggiava in quei giorni. Alle 9:00 Princip e i suoi compagni presero posizione sul lungofiume Appel sul fiume Miljacka, tra i ponti Ćumurija, Latino e dell'Imperatore. Divisi in coppie, avrebbero dovuto uccidere l'arciduca nel momento in cui la sua macchina sarebbe passata di fronte a una delle postazioni.
Verso le 10:00 l'arciduca Francesco Ferdinando e sua moglie avrebbero dovuto percorrere la strada principale di Sarajevo con un corteo di auto diretti al municipio. Il piano degli attentatori cominciò male, quando verso le 10:10 Vaso Čabrinović lanciò una bomba a mano contro l'auto dell'arciduca ma, rimbalzando sulla capote, andò ad esplodere nei pressi di un'altra vettura del convoglio, ferendo tra 16 e 20 persone. Čabrinović tentò il suicidio inghiottendo una pillola di cianuro, ma questa indusse solo vomito e l'attentatore poté essere catturato; tutti gli attentatori si dispersero per le vie della città ad eccezione di Gavrilo Princip e Trifko Grabež.
Il corteo imperiale raggiunse in fretta il municipio dove venne deciso di modificare il programma della giornata e visitare i feriti del mancato attentato presso l'ospedale. Il corteo si rimise in moto verso le 10:45 ma subito dopo, per un disguido nelle informazioni date all'autista dell'auto di Francesco Ferdinando, questi dovette frenare nei pressi del ponte Latino per imboccare la strada corretta, esattamente dove Gavrilo Princip si trovava in quel momento. Princip saltò sul predellino dell'auto ed esplose due colpi di pistola che uccisero l'arciduca Francesco Ferdinando e sua moglie, la duchessa Sophie Chotek von Chotkowa.
Subito dopo l'assassinio, Princip cercò di suicidarsi con un colpo di pistola alla testa ma l'arma gli fu strappata dalla mano prima che potesse esplodere il colpo. Fu quindi arrestato ed interrogato insieme a Čabrinović. Ilić venne invece catturato ad un controllo di routine qualche ora dopo. Messo alle strette, quest'ultimo confessò il proprio ruolo nell'organizzazione dell'attentato e fece i nomi degli altri cospiratori che furono tutti arrestati tranne Mehmedbašić che si era dato alla fuga ed era riuscito a riparare in Serbia, sfuggendo alle ricerche della polizia.

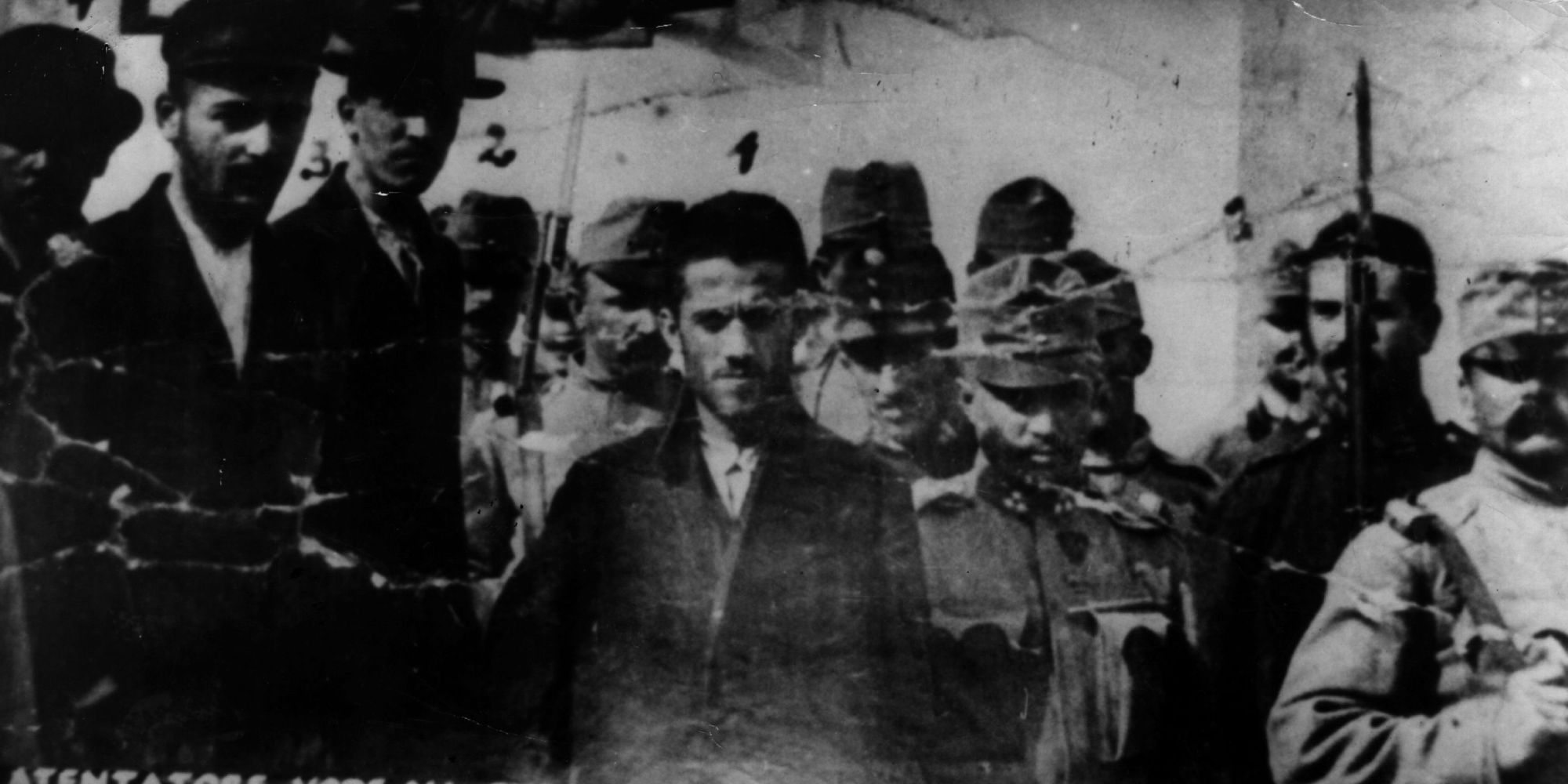
Gavrilo Princip, Danilo Ilić e Nedeljko Čabrinović vengono condotti al processo dopo l'attentato.

Tutti gli arrestati furono trattenuti nella prigione militare di Sarajevo, dove tra il 12 e il 23 ottobre si tenne il processo. Tutti gli imputati furono accusati di tradimento e omicidio dell'arciduca Francesco Ferdinando e di sua moglie e giudicati colpevoli. Secondo la legislazione austro-ungherese, la pena capitale non poteva essere comminata ai minori di 20 anni; per tale ragione Nedeljko Čabrinović, Gavrilo Princip e Trifko Grabež furono condannati a 20 anni di reclusione, la massima pena per la loro età; Vaso Čubrilović fu condannato a 16 e Cvjetko Popović a 13 anni di reclusione. Ilić, Veljko Čubrilovic e Miško Jovanović furono condannati a morte per il loro coinvolgimento nell'attentato e furono impiccati nella caserma di Sarajevo il 3 febbraio 1915. Poco prima dell'impiccagione, Čubrilovic e Jovanović si erano rifiutati di guardare in faccia Ilić, in quanto si erano sentiti traditi dalla sua confessione.
I corpi di Ilić, Čubrilovic e Jovanović vennero poi sepolti il giorno successivo in località tenute nascoste per ordine delle autorità austro-ungariche. In seguito alla testimonianza di un mugnaio la sepoltura fu identificata in una fossa nella località di Nahorevo, a nord di Sarajevo. I corpi vennero riesumati dopo la prima guerra mondiale e trasferiti in un ossario nel vecchio cimitero serbo di Sarajevo per poi, nel 1939, essere conservati nella Cappella degli Eroi di Vidovdan, a Sarajevo.